# Seattle International Film Festival

Logo des Festivals

Das Seattle International Film Festival (SIFF) ist ein jährlich stattfindendes Filmfestival in Seattle, Washington. Es zählt zu den großen Filmfestivals in Nordamerika. Es dauert 24 Tage, von Ende Mai bis Anfang Juni.

## Geschichte
Das Festival wurde 1976 von Dan Ireland und Darryl Macdonald gegründet. Als erster Austragungsort wurde das unabhängige Kino Moore Egyptian Theater genutzt, das heute wieder den Namen Moore Theater trägt.

## Preise
- Golden Space Needle
- SIFF Award für die beste Regie
- SIFF Award für den besten Schauspieler
- SIFF Award für die beste Schauspielerin
- SIFF Award für den besten Dokumentarfilm
- SIFF Award für den besten Kurzfilm